# NRF51
nRF51系列SoC是Nordic半导体出品的超低功耗无线SoC系列产品。nRF51系列设计用于宽广范围的无线嵌入式系统和消费电子产品，它们在很多不同领域中的需要无线连接能力，包括：可穿戴设备、计算机外设、移动电话附件、安全设备和传感器应用。nRF51系列设备支持一组低功耗无线通信协议，包括：蓝牙低功耗、ANT、ANT+和2.4 GHz专有协议。

## 广播体系
nRF51系列设备采用Nordic半导体公司的第三代2.4 GHz广播体系。它的广播使用窄带GFSK调制并且是跨越2.4 GHz ISM频段频率可适应的。

## 关键特征
- ARM Cortex-M0微控制器
- 可编程的GPIO
- Bespoke电源管理系统
- 可编程的外设互连接系统
- 广播分组DMA（直接存储器访问）
- 4dBm输出功率
- 独立软件体系